# کریس دادلی
کریس دادلی (انگلیسی: Chris Dudley؛ زادهٔ ۲۲ فوریهٔ ۱۹۶۵) سیاست‌مدار اهل ایالات متحده آمریکا است.
از باشگاه‌هایی که در آن بازی کرده‌است می‌توان به فینیکس سانز، بروکلین نتس، پورتلند تریل بلیزرز، و نیویورک نیکس اشاره کرد.